# Strawberry Fields Forever
Strawberry Fields Forever (англ. Полуничні поля назавжди) — пісня британського гурту The Beatles, написана Джоном Ленноном. Вийшла на однойменному синглі 1967 року та в альбомі «Magical Mystery Tour» того ж року. Займає 76-ту позицію у списку 500 найкращих пісень усіх часів за версією журналу «Rolling Stone» і вважається однією з найкращих пісень в історії психоделічної музики.
Пісня дала назву меморіалу пам'яті Джона Леннона в Центральному парку Нью-Йорка.

## Історія створення

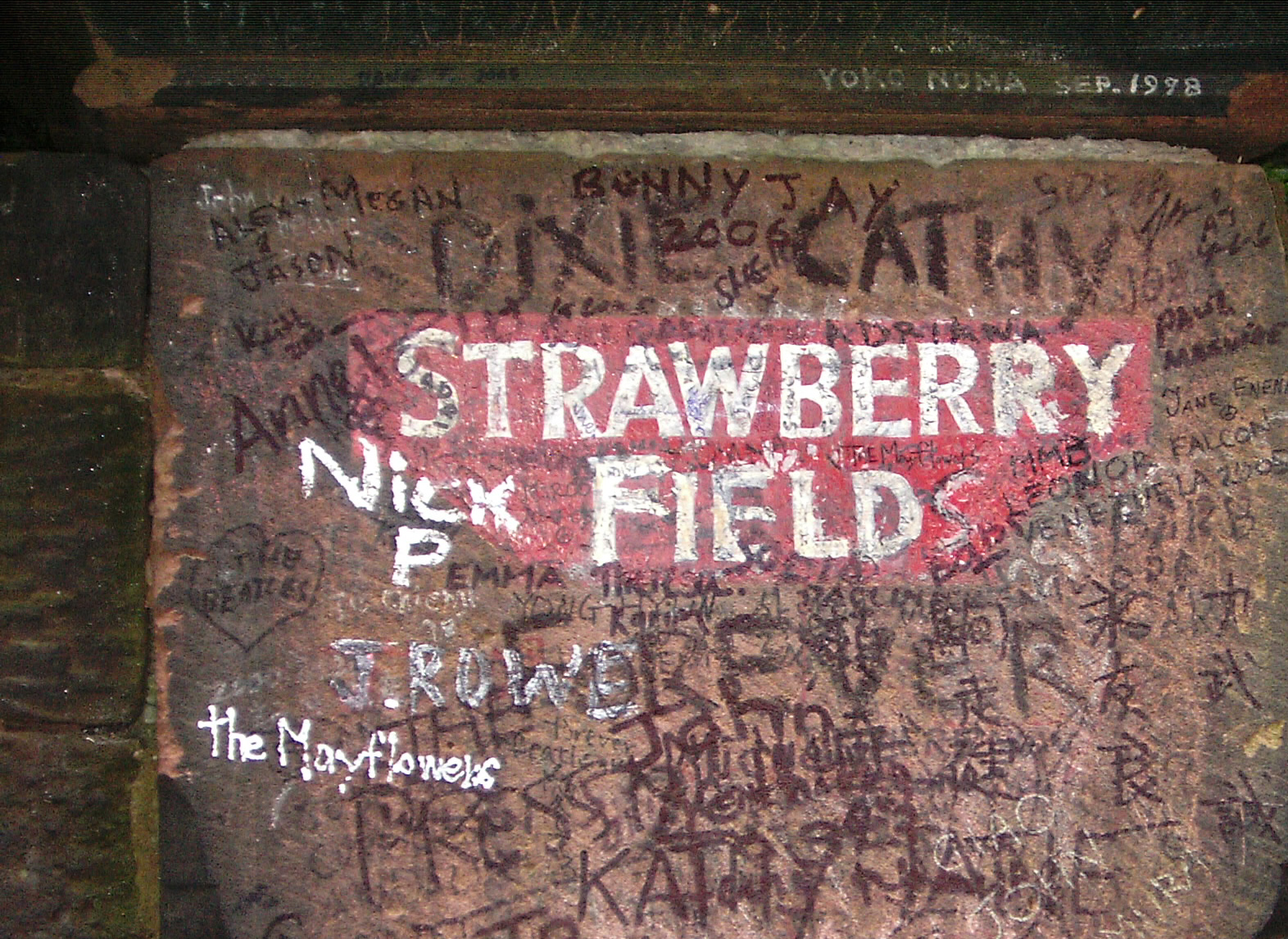
Фрагмент воріт ліверпульського дитячого притулку «Полуничні поля»

Пісня «Strawberry Fields Forever» була написана Джоном Ленноном під час знімання художнього фільму «Як я виграв війну» в Іспанії. В основі складного й заплутаного тексту лежать ностальгічні спогади Леннона про дитячі роки, проведені в Ліверпулі. Щороку разом з тіткою він відвідував вечірку на благодійному ярмарку поряд з дитячим сирітським притулком Армії Спасіння в Ліверпулі, що мав назву «Strawberry Fields» (англ. Полуничні поля).
Запис пісні, що супроводжувався постійною зміною та ускладненням аранжування, тривав майже півтора місяця. Музиканти використовували відтворені на мелотроні одинадцятисекундні семпли із записом звучання флейти, обернені задом наперед. В кінцевому варіанті було з'єднано два фрагменти пісні, записані в різних темпах та тональностях. Все це додало «Strawberry Fields Forever» незвичного психоделічного звучання. Попри це, Джон Леннон ніколи не був задоволений остаточним результатом.

## Учасники запису
- Джон Леннон — вокал, гітара та фортепіано
- Пол Маккартні — мелотрон, бас-гітара та литаври
- Джордж Харрісон — слайд-гітара, сварамандал та бонгі
- Рінго Старр — ударні та тарілки
- Мел Еванс — тамбурин
- сесійні музиканти — три віолончелі, чотири труби

## Цікаві факти
- Наприкінці пісні Леннон задля жарту тихо й нерозбірливо промовляє фразу «cranberry sauce» (англ. журавлиновий соус). Схожість фрази за звучанням на «I buried Paul» (англ. я поховав Пола) стала ще однією підставою для бітломанів запідозрити смерть Пола Маккартні, легенда про яку в той час була дуже поширеною.[джерело?]